# آندراش شفر

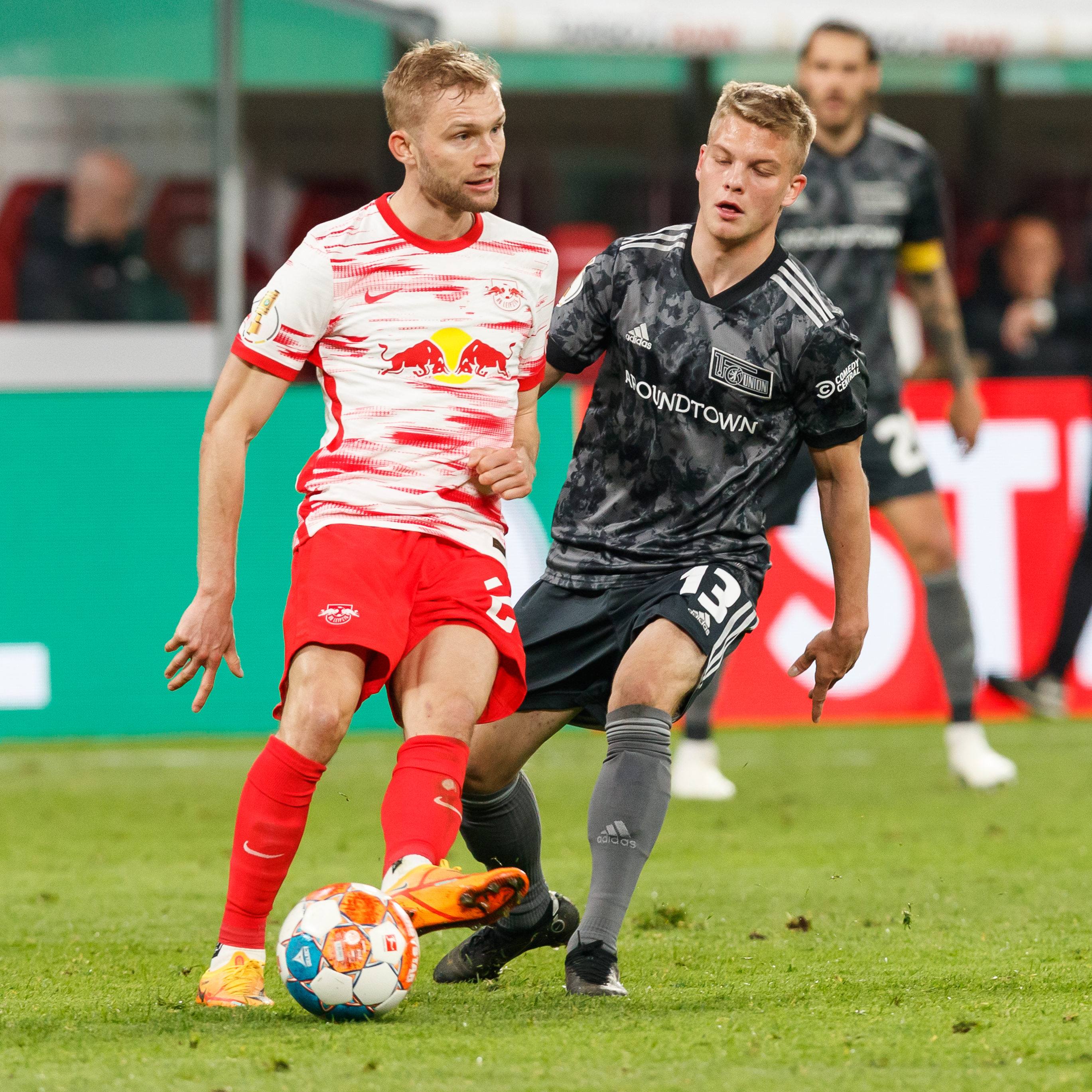
آندراس شافر با لباس تیره در سمت راست

آندراش شِفر (مجاری: Schäfer András؛ زادهٔ ۱۳ آوریل ۱۹۹۹) بازیکن فوتبال اهل مجارستان است. و در تیم داک ۱۹۰۴ دونایسکا استردا در لیگ برتر اسلواکی و تیم ملی فوتبال مجارستان بازی میکند. 
از باشگاه‌هایی که در آن بازی کرده‌است می‌توان به باشگاه فوتبال جنوآ اشاره کرد.
وی همچنین در تیم ملی فوتبال مجارستان بازی کرده‌است.